# 塩谷惟義
塩谷 惟義（しおのや これよし、生没年不詳）は、鎌倉時代の下野国塩谷郡の武将。

## 沿革
喜連川塩谷氏三代目当主。初代塩谷惟広の三男として生まれる。建保元年（1213年）、兄惟守が和田合戦において討死すると、嗣子の無かった兄の跡を継いで喜連川塩谷氏の当主となる。伝わる事績はほとんど少ないが、兄惟守が和田義盛に呼応して謀反したため、喜連川塩谷氏は鎌倉での地位を失い、惟義の時代の喜連川塩谷氏は、衰退していったものと考えられている。但し、吾妻鏡によれば建長2年（1250年）3月1日には、閑院内裏造営の造営役を命じられており、謀反後も、それなりの地位を維持してはいたと考えられている。また、この時、惟義の名は「塩屋（塩谷）兵衛入道」となっており、出家している事から、この時には子の惟縄に家督を譲っていたものと考えられている。
惟義の没年は不明である。

## 系譜
- 父：塩谷惟広
- 母：不詳
- 妻：不詳
  - 男子：塩谷惟縄

## 参考資料
- 『喜連川町史』